# Illustreret Danmarkshistorie for Folket (Deleuran)
 Denne artikel omhandler værket fra Ekstra Bladet. Opslagsordet har også en anden betydning, se Illustreret Danmarkshistorie for Folket (Fabricius).
Illustreret Danmarkshistorie for Folket, skrevet 1987-1996, er Claus Deleurans tegnede danmarkshistorie, som oprindeligt blev udgivet i Ekstra Bladets lørdagstillæg. Værket er opkaldt efter Adam Kristoffer Fabricius' Illustreret Danmarkshistorie for Folket som udkom 1853-55. Claus Deleuran laver mindst syv gange parafraser over Lorenz Frølichs tegninger ved at farvelægge og bruge dem, som for eksempel i bind 6 side 19. Grundet Deleurans tidlige død i 1996 kom serien aldrig længere end til vikingetiden, og der findes derfor kun 9 bind i serien:

## Udgivet af Ekstra Bladets Forlag
1. De ældste tider (ISBN 87-7731-027-6)
2. De næstældste tider (ISBN 87-7731-037-3)
3. Den ældre Jernalder (ISBN 87-7731-046-2)
4. Den yngre Jernalder (ISBN 87-7731-049-7)
5. Den yngste Jernalder (ISBN 87-7731-054-3)
6. Vikingetiden 1 (ISBN 87-7731-071-3)
7. Vikingetiden 2 (ISBN 87-7731-082-9)
8. Vikingetiden 3 (ISBN 87-7731-086-1)
9. Vikingetidens afslutning (ISBN 87-7731-093-4)

## Udgivet af Politisk Revy
1. De ældste tider (ISBN 978-87-7378-305-4)
2. Jernalder og yngre vikingetid (ISBN 978-87-7378-316-0)
3. Vikingetiden og dens afslutning (ISBN 978-87-7378-318-4)

Ill. Danmarks-Historie for Folket, samlet (ISBN 978-87-7378-313-9)
Kasette til Ill. Danmarks-Historie for Folket (ISBN 978-87-7378-327-6)

## Reference
1. ↑  Lotte Thrane, Tusmørkemesteren. Ti kapitler om Lorenz Frølich og hans tid. ISBN 978-87-7695-001-9, side 120